# Walter Lang
Walter Lang (Memphis, Tennessee, 10 d'agost de 1896 − Palm Springs, Califòrnia, 7 de febrer de 1972) va ser un director de cinema, guionista, actor i director de fotografia estatunidenc

## Biografia
Nascut a Memphis, Lang es va traslladar a Nova York on trobaria una feina a l'oficina d'una productora de cinema. Això va fer que comencessin a néixer els instints artístics de Lang, començant a estudiar els llenguatges de la direcció i treballant com a ajudant de director. Paral·lelament, Lang tenia ambicions artístiques com a pintor i, fins i tot, va abandonar els Estats Units per unir-se als escriptors i pintors del barri de Montparnasse de París. No va tenir èxit i va tornar a la indústria del cinema.
El 1926, Walter Lang s'estrenaria com a director amb la pel·lícula muda The Red Kimona. A mitjans de la dècada dels 30, Lang s'incorporaria a la 20th Century Fox on com a director, formaria part dels principals musicals de la Fox en la dècada dels 40 i 50. Un dels films més famosos de Lang va ser l'èpica The King and I, nominada a l'oscar a la millor direcció. Walter Lang va morir el 1972 a Palm Springs (California) i va ser enterrat en el cementiri Inglewood Park, Califòrnia. Per la seva contribució a la indústria del cinema, Walter Lang té una estrella en el Passeig de la Fama de Hollywood situada en el 6520 de Hollywood Boulevard.

## Filmografia

### Director
| - 1925: The Red Kimona - 1926: The Earth Woman - 1926: The Golden Web - 1926: Money to Burn - 1927: The Ladybird - 1927: The Satin Woman - 1927: Sally in Our Alley - 1927: By Whose Hand? - 1927: The College Hero - 1928: The Night Flyer - 1928: Alice Through a Looking Glass - 1928: The Desert Bride - 1929: The Spirit of Youth - 1930: Hello Sister - 1930: Cock o' the Walk - 1930: The Big Fight - 1930: The Costello Case - 1930: Brothers - 1931: Command Performance - 1931: Hell Bound - 1931: Women Go on Forever - 1932: No More Orchids | - 1933: The Warrior's Husband - 1933: Meet the Baron - 1934: Whom the Gods Destroy - 1934: The Party's Over - 1934: The Mighty Barnum - 1935: Carnival - 1935: Hooray for Love - 1936: Love Before Breakfast - 1937: Top of the Town - 1937: Wife, Doctor and Nurse - 1937: Second honeymoon - 1938: The Baroness and the Butler - 1938: I'll Give a Million - 1939: The Little Princess - 1939: Susannah of the Mounties - 1940: The Blue Bird - 1940: Star Dust - 1940: The Great Profile - 1940: Tin Pan Alley - 1941: Moon Over Miami - 1941: Week-end in Havana - 1942: Song of the Islands | - 1942: The Magnificent Dope - 1943: Conney Island - 1944: Greenwich Village - 1945: State Fair - 1946: Claudia and David - 1946: Sentimental Journey - 1947: Mother Wore Tights - 1948: Sitting Pretty - 1948: When My Baby Smiles at Me - 1949: You're My Everything - 1950: Cheaper by the Dozen - 1950: The Jackpot - 1951: On the Riviera - 1952: With a Song in My Heart - 1953: Call Me Madam - 1954: Llums de teatre (There's No Business Like Show Business) - 1956: The King and I - 1957: Desk Set - 1959: But Not for Me - 1960: Can-Can - 1961: The Marriage-Go-Round - 1961: Snow White and the Three Stooges |

### Guionista
- 1927: The Satin Woman
- 1933: Racetrack
- 1933: The Warrior's Husband

### Actor
- 1935: Lady Tubbs: George

### Com a director de fotografia
- 1932: Amor in montagna

## Premis i nominacions

### Nominacions
- 1957. Oscar al millor director per The King and I